# Confessió completa
Confessió completa (títol original: Full Confession) és una protopel·lícula de cinema negre i dramàtica estatunidenca de 1939 feta per RKO Radio Pictures. Va ser dirigida per John Farrow a partir d'una adaptació de Jerome Cady de la història de Leo Birinski. La pel·lícula és protagonitzada per Victor McLaglen, Sally Eilers, Barry Fitzgerald i Joseph Calleia. Està doblada al català.

## Argument
En Pat McGinnis assassina un policia i escapa cometent un delicte més lleu, pel qual és arrestat i empresonat. Un home innocent, en Michael O'Keefe, és condemnat per l'assassinat i condemnat a mort. Mentre delira després d'una ferida, en McGinnis es confessa al pare Loma. Llavors aquest, lluita per trobar una manera de salvar O'Keefe sense violar la santedat de la confessió, intentant de convèncer en McGinnis perquè s'entregui.

## Repartiment
- Victor McLaglen com Pat McGinnis
- Sally Eilers com Molly Sullivan
- Joseph Calleia com pare Loma
- Barry Fitzgerald com Michael O'Keefe
- Elisabeth Risdon com Norah O'Keefe
- Pamela Blake com Laura Mahoney
- John Bleifer com Weaver
- William Haade com Moore
- George Humbert com Mercantonio
- Stanley Blystone com detectiu (sense acreditar)
- Robert Homans com cambrer (sense acreditar)

## Producció
Pandro S. Berman de RKO va comprar els drets cinematogràfics de la història de Leo Birinski el gener de 1939 amb la intenció de convertir-la en un pel·lícula per a Chester Morris. Robert Sisk va ser assignat per produir-la.
Finalment, el paper principal es va donar a Victor McLaglen i a John Farrow se li va donar la direcció. Una part clau de suport es va donar a Barry Fitzgerald, que havia aparegut a El delator (1935) amb McLaglen i no havia fet cap pel·lícula des de Quina fera de nena! (1938); i darrerament havia actuat a Broadway a The White Steed .
Lucille Ball havia de ser la protagonista femenina, però finalment no va poder perquè s'estava recuperant d'una operació d'apendicitis. El rodatge va començar el 15 de juny de 1939.